# بايغان (مقاطعة فيروزآباد)
بايغان (فارسی: بایگان)، (بالإنجليزية: Baygan)‏ هي منطقة سكنية تقع في فارس في إيران. يقدر عدد سكانها بـ 2,679 نسمة .